# Max Schlager
Max Schlager (* 1906 in Linz; † 1982) war ein österreichischer Maler, Graphiker und Bildhauer.

## Leben, Ausbildung und Wirken
Schlager begann seine künstlerischen Studien an den Malschulen bei Moritz Heymann und Hein König in München und setzte diese bei Karl Sterrer an der Akademie der bildenden Künste Wien und bei Walter Püttner in München fort. Erst durch sein Studium an den Kunstwerkstätten auf Burg Giebichenstein in Halle an der Saale vervollkommnete er sich in allen Techniken des bildnerischen Gestaltens. Bei Erwin Haß bildete er sich zum Restaurator und bei Gustav Weidanz zum Bildhauer aus. Nach seiner Rückkehr nach Linz begann sein vielfältiges künstlerisches Schaffen, während dessen er die Zeit fand, sich als Glockengießer und als Maler auszubilden. Seine Malerwerkstätte in Ried im Innkreis wurde unter seiner Leitung in den Jahren zwischen 1938 und 1954 mit Aufgaben wie Kirchenmalerei, Restaurierungen, Mosaikarbeiten und Sgraffiti-Wandbildern beauftragt. Studienreisen ins Ausland rundeten seine künstlerischen Fähigkeiten ab. Ab 1947 war er Mitglied der Innviertler Künstlergilde.

## Werke
- Innviertel (Ölbild)

## Ausstellungen
- 1948 Gemeinschaftsausstellung zum Jubiläum der Innviertler Künstlergilde
- 1996 widmete ihm das Museum Innviertler Volkskundehaus in Ried im Innkreis eine Sonderausstellung anlässlich seines 90. Geburtstages.

## Auszeichnung
- In Ried im Innkreis wurde der Max-Schlager-Weg nach ihm benannt.